# Francesc Berenguer i Mestres
Francesc d'Assís Berenguer i Mestres (Reus, 21 de juliol de 1866- Barcelona, 8 de febrer de 1914) va ser un arquitecte modernista català. Exercí com a arquitecte encara que no aconseguí el títol d'arquitecte, perquè va decidir anar a treballar amb el seu amic íntim, l'arquitecte Antoni Gaudí i Cornet des del 1887 fins a la seva mort. La falta de titulació fa que els seus projectes foren signats per un altre arquitecte, en molts del casos pel mateix Gaudí, com és el cas de la Casa Museu Gaudí que es troba al Parc Güell. Aquest fet ha provocat dificultats i polèmiques en la catalogació de la seva obra.

## Biografia personal
El Francesc Berenguer i Mestres va néixer el dia 21 de juliol de 1866 a Reus. El seu pare era el mestre de l'escola de Reus i tingué com un dels seus alumnes a Antoni Gaudí, que posteriorment amb Francesc Berenguer tingué una estreta relació tant d'amistat com professional.
Quan Francesc Berenguer i Mestres va finalitzar els seus estudis de batxillerat, a l'edat de quinze anys, tota la família es va traslladar a Barcelona perquè aquest pogués començar els estudis d'arquitectura, desig que sempre havia tingut el pare.
Per poder sobreviure a Barcelona, el pare de família va continuar donat classes particulars a alumnes que Gaudí li proporcionava.
Es va casar als vint anys amb Adelaida Bellvehí i varen tenir set fills: Francisco de Asís, Adelaida, Jose, Maria, Carmen, Luis i Concepción. Amb tot, la feina per portar endavant la família, li impedí gaudir d'una vida familiar plena.
El seu fill gran, Francesc Berenguer i Bellvehí, va seguir els seus passos professionals i junts varen col·laborar en la construcció de la Colònia Güell.

### Estudis
Començà estudis d'arquitectura el 1881 i els abandonà el 1888. Dels seus expedients acadèmics es desprèn una facilitat per a les assignatures d'expressions gràfiques i dificultat amb les de caràcter més tècnic, de fet els dos primers anys tan sols va aprovar l'assignatura de dibuix lineal.
Les seves aptituds artístiques el portaren a estudiar diverses assignatures a l'Escola de Belles Arts, estudis que superà amb escreix. Sembla que la dificultat per a progressar als estudis i el seu avançat matrimoni amb només 20 anys, varen precipitar el seu abandonament de la carrera.

### Mort
Els darrers anys de la seva vida va patir problemes respiratoris. El dia 8 de febrer de 1914, amb quaranta-vuit anys, Berenguer va patir un atac d'urèmia, que el va dur a la mort l'endemà. Gaudí va confessar, després de la seva mort, que "havia perdut la seva mà dreta"; segons Ràfols, Gaudí va besar el cadàver del seu amic proper.

## Trajectòria professional
Va treballar amb diversos tallers d'arquitectura. Primer va treballar per a August Font i Carreras, antic professor de l'Escola; i posteriorment va estar amb Miquel Pascual i Tintorer, arquitecte municipal de Gràcia i amb Josep Graner i Prat, mestre d'obres.

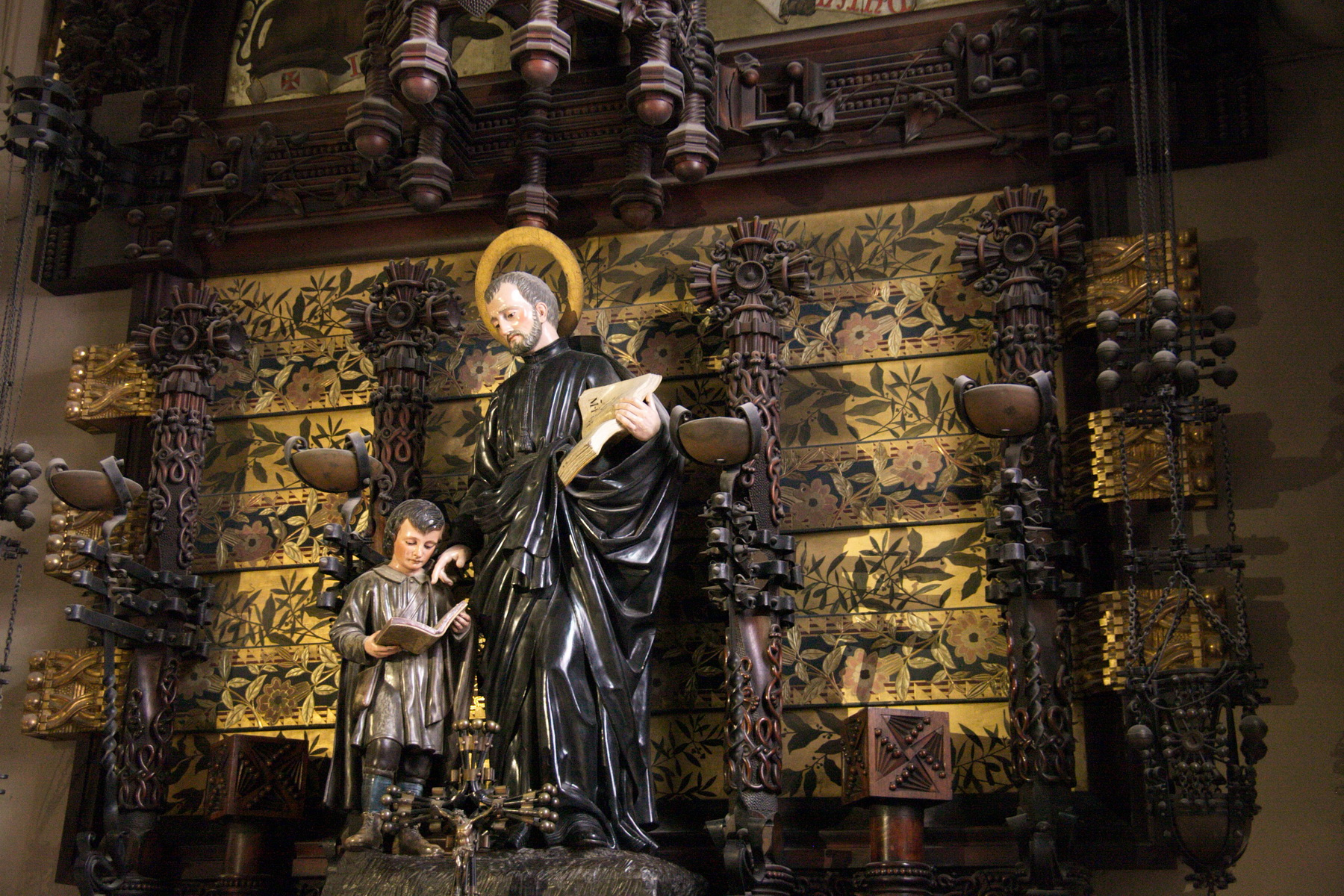
Retaule de Sant Josep de Calassanç a Montserrat

Amb August Font va desenvolupar únicament tasques de delineant.
Amb Miquel Pascual va realitzar nombrosos projectes, alguns en col·laboració, com l'església major de Santa Coloma de Gramenet; altres per cessió directa de Pascual Tintorer com l'altar de Sant Josep de Calassanç al Monestir de Montserrat, el mercat de la Llibertat de Gràcia, la façana de l'Ajuntament de Gràcia, el panteó de la família Regordosa al cementiri del Sud-oest i el santuari de Sant Josep de la Muntanya. Finalment hi ha els treballs signats per Pascual Tintorer però realitzats totalment per Berenguer com la Casa Burés, o la desapareguda casa situada al carrer Major de Gràcia, 50–52 de Barcelona.
L'any 1892 Berenguer va guanyar unes oposicions de l'Ajuntament de Gràcia fet pel que va ser nomenat ajudant d'arquitecte, quan l'arquitecte municipal era el mateix Pascual Tintorer.

### Relació amb Gaudí
Davant les seves dificultats per a llicenciar-se en arquitectura, el seu amic Antoni Gaudí li oferí treballar al seu taller i li garantí feina vitalícia.
Berenguer va treballar al taller de Gaudí des de 1887 fins a la seva mort. Aquesta participació li aportà uns coneixements pràctics que superaven la manca de formació teòrica.
A més d'aquesta estreta col·laboració professional, cal remarcar que sempre varen mantenir una relació d'amistat. Aquesta es va incrementar a partir de l'any 1911, en què Gaudí va sortir d'una greu malaltia, moment a partir del qual dinava i sopava gairebé sempre amb la família Berenguer.
Al taller de Gaudí es va convertir en la seva persona de confiança, desenvolupant tasques d'administració i control dels projectes de la Sagrada Família i de la Colònia Güell, a més d'intervenir, dibuixar i ampliar els treballs del mestre.
Berenguer treballava mitja jornada per poder col·laborar en altres despatxos d'arquitectura.

### Autories polèmiques
L'estreta col·laboració de Berenguer amb Gaudí ha donat fruit a diverses polèmiques sobre la participació en diferents obres de Gaudí. Un exemple és el disseny del Palau Güell del que Berenguer va dibuixar més de vint solucions diferents de la seva façana.
La torre "la Miranda" en Llinars del Vallès per a Damià Mateu i Bisa és un altre exemple, ja que els testimonis sobre algunes visites de Gaudí a l'obra, es contraposen amb una carta del mateix Mateu on recull l'autoria de Berenguer. En tot cas, no existeix el projecte.
El cas més polèmic és el de la casa del porter, la capella i celler Güell. És una obra encarregada per Eusebi Güell i Bacigalupi on els estudiosos estan dividits: Roisin, Celso Gomis i Amós Salvador la consideren de Gaudí. D'altres com ara Ràfols, Cirici Pellicer, Bohigas, David Mackay, Martinell, Infiesta, Camps, i Quintana atribueixen l'obra a Berenguer; i d'altra banda Bassegoda, i Carlos Flores defensen la col·laboració d'ambdós.
La problemàtica de l'autoria dels projectes és present a tota l'obra Berenguerista. L'estreta col·laboració amb Gaudí dificulta tenir clarament dibuixada la línia separadora entre el que va fer Gaudí i el que és de Berenguer. De fet, segons Bohigas, alguns dels més emblemàtics detalls de l'obra de Gaudí són disseny dels seus col·laboradors, especialment de Berenguer.
D'altra banda, la impossibilitat de signar projectes fa que les seves obres apareguin signades pels arquitectes amb qui col·laborava.

### Característiques de la seva arquitectura[7]
Berenguer i Mestres va beure de la barreja dels corrents modernistes de l'època i va crear un estil propi fruit de la seva minuciositat en el tractament dels detalls.
Es distingeixen dues vessants dins la seva obra: la decorativista i l'arquitectònica.
Dins del decorativisme, els trets definidors són la utilització de les corbes bidimensionals i el seu delicat tractament als esgrafiats de les façanes, als mosaics, i a les làpides. L'ornamentació està formada principalment per elements vegetals i per formes serpentejants i per llaços, als seus treballs de forja amb una clara influència de l'Art Nouveau.
Pel que fa a la seva producció específicament arquitectònica destaca la composició mesurada i senzilla dintre de l'exuberància formal del modernisme. La majoria de les seves façanes presenten una composició plana i simètrica, i un plantejament volumètric senzill, basat en la utilització de formes cúbiques i cilíndriques.
Altra característica la constitueix l'arrodoniment de les arestes com apareix a la casa del Mestre.
Recupera materials de l'arquitectura popular catalana com el maó, la forja, la pedra, etc. però també utilitzà la maçoneria combinada amb el maó o amb la pedra com a definidora de les cantonades. També fa servir un material diferent per a la definició de les obertures, el més habitual és el maó en fileres esglaonades.
Per la seva sofisticació, els dissenys de forja amb doblegaments axials, les llaceries i les formes serpentejants són magistrals. Ho aplica a elements religiosos com les creus, candelers i làmpades, però especialment a les reixes, balcons i tanques. Bons exemples són els balcons de l'edifici de Rambla de Catalunya nº 92 i el mercat de la Llibertat a Gràcia, però els treballs més sofisticats corresponen a les portes i reixats del celler Güell i de la torre Mateu, "la Miranda", desapareguda.
Utilitzà el trencadís en cúpules, pinacles, i detalls com ara a xemeneies. Bons exemples són les cúpules de l'ermita de la Mare de Déu de la Riera i el pinacle que corona la torre de la casa del Mestre de la Colònia Güell.
Berenguer utilitzà l'arc parabòlic tant en estructures interiors com exteriors a les seves obres.
Un exemple de l'ús a l'interior és la casa Torre del Poal amb l'estructura interior amb arcs parabòlics de maó. A les Bodegues Güell la capella està coberta amb arcs parabòlics.
A l'exterior fa servir l'arc parabòlic a ponts utilitzats per unir dos edificis, és el cas de la unió entre el celler Güell i la casa del Porter, i la mateixa Escola amb la casa del Mestre de la Colònia Güell.

## Obres

### Barcelona
| Any       | Nom                                                | Ubicació                                       | Descripció | Estat            | Foto                                  |
| --------- | -------------------------------------------------- | ---------------------------------------------- | --- | ---------------- | ------------------------------------- |
| 1893      | Mercat de la Llibertat                             | Plaça de la Llibertat s/n                      | Mercat més antic de Gràcia. És de planta rectangular amb tres naus, la central és més ampla i alta, té coberta de teula a dues vessants i està sostinguda per encavalcades parabòliques de ferro. Les dues façanes principals són frontons triangulars amb ornamentació de pedra i ferro, amb entrellaços de corbes característics de Berenguer i amb un escut amb els tres lliris de Gràcia. | Reformat el 2009 | Francesc Berenguer i Mestres          |
| 1898-1900 | Església de Sant Joan de Gràcia                    | Pça. de la Virreina                            | Projectada inicialment per Magí Rius i Mulet. El temple és de nau única amb capelles i transsepte. Berenguer utilitzà el contrast dels materials com a recurs expressiu. Rere el presbiteri està ubicada la capella del Santíssim, ornamentada amb rajoles de Mario Maragliano, única part que no fou destruïda durant la guerra. | Bo               | Església de Sant Joan de Gràcia       |
| 1900-1905 | Casa Burés                                         | C/ Girona, 12-18; C/Ausiàs March, 30,32        | El projecte està signat per Miquel Pascual i Tintorer. És un edifici d'habitatges de 4 plantes, el principal dedicat a habitatge particular i oficines de l'industrial Francesc Burés i Borras, qui la va encarregar el 1900 i la resta per a llogar. Va estar habitada fins a finals del segle xx i és propietat de l'Ajuntament de Barcelona des de 2007. | Correcte         | Casa Burés                            |
| 1901      | Casa d'habitatges                                  | C/ Gran de Gràcia, 237                         | Casa d'habitatges. | ?                |                                       |
| 1904      | La Casa Museu Gaudí al Parc Güell Casa Josep Pardo | C/ Olot                                        | Una de les tres cases que es van arribar a construir dins del projecte residencial del Parc Güell. És un museu dedicat a Gaudí des de 1963. | Molt bo          | Casa Museu Gaudí                      |
| 1905      | Ajuntament de Gràcia                               | Pça. de la Vila                                | Actualment acull la seu del districte de Gràcia a Barcelona. Destaca la façana amb l'escut de Gràcia en ferro forjat, igual que als dos fanals sobre el balcó principal i als elements de l'art de les reixes de finestres i balconades. Conté una sala anomenada "La sala de les pintures" (1969), obra del pintor Fernández Collado. | Bo               | Ajuntament de Gràcia                  |
| 1905      | Casa Francesc Cama                                 | C/ Gran de Gràcia, 77                          | Casa d'habitatges de quatre plantes amb uns destacats vitralls a les galeries del principal i un esgrafiat a la façana amb la data de construcció. | Bo               | Casa d'habitatges                     |
| 1908      | Casa Cama i Escurra                                | C/ Gran de Gràcia, 15                          | El projecte està signat per Joan Baptista Feu.Casa d'habitatges de cinc plantes amb uns destacats vitralls a les galeries dels dos primers pisos. Els baixos han estat molt modificats i el coronament amputat, així com alteracions als esgrafiats. | Bo               | Casa Francesc Cama Escurra            |
| 1909      | Casa Rubinat                                       | Rbla. Catalunya 92-94                          | Dues cases idèntiques conegudes també com cases Pilar i Josefa Albiñana de Regàs. Posteriorment van tenir un aixecament. | Bo               |                                       |
| 1909      | Casa Torrijos o Casa Madurell                      | C/ Torrijos 14                                 | Casa senzilla d'habitatges de quatre plantes. Cal destacar les baranes de ferro forjat de perfil panxut i els sotabalcons de trencadís. | Correcte         | Casa Torrijos                         |
| 1909      | Casa Joan Baptista Rubinat                         | C/ de l'Or, 44                                 | El projecte està signat per Joan Rubió i Bellver. Va ser un encàrrec de Joan Baptista Rubinat i Planas. És una casa d'habitatges de quatre plantes amb uns destacables esgrafiats a la façana. | Correcte         | Casa de l'Or                          |
| 1910-1914 | Santuari de Sant Josep de la Muntanya              | Av. del Santuari Sant Josep de la Muntanya, 25 | El projecte està signat per Miquel Pascual i Tintorer. Consta d'un convent-asil, centrat per un claustre amb dos pisos de columnes de ferro i arcs rebaixats de maó; l'església i un cos dissenyat com a edifici d'habitatges amb balcons i tribuna. El temple, és de nau única amb transsepte, absis semicircular amb finestres verticals i una gran capella del Santíssim. Gairebé tots els ornaments són d'obra moderna, ja que els dissenyats per Berenguer foren destruïts durant la guerra. | Bo               | Santuari de Sant Josep de la Muntanya |
| 1912      | Centre Moral de Gràcia                             | C/ Ros d'Olano 7-9                             | El projecte està signat per Miquel Pascual i Tintorer. Fundat per antics membres dels Lluïsos de Gràcia. La façana és d'obra vista, amb maó ceràmic. A l'any 1903 va tenir lloc la reconstrucció del teatre, després d'un incendi. | Regular          | Centre Moral de Gràcia                |

### les Borges del Camp
| Any  | Nom                                  | Ubicació | Descripció | Estat    | Foto                                 |
| ---- | ------------------------------------ | -------- | --- | -------- | ------------------------------------ |
| 1904 | Ermita de la Mare de Déu de la Riera |          | L'ermita d'origen romànic va ser enrunada al 1903 i refeta en estil modernista. El projecte està signat per Jaume Vagó. Al 1939 va ser destruïda i reconstruïda al 1954. | Molt bé. | Ermita de la Mare de Déu de la Riera |

### Castelldefels
| Any  | Nom                                  | Ubicació                     | Descripció | Estat | Foto             |
| ---- | ------------------------------------ | ---------------------------- | --- | ----- | ---------------- |
| 1900 | Casa del Comte Güell o "Can Pou Alt" | C/ Comte Güell/ Urb. El Poal | Edifici de planta baixa, pis i golfes amb façanes fetes amb pedra. La fàbrica és de paredat antic de pedra beix i les cantonades, dovelles, llindes, escopidors o balcons –a la manera dels matacans- són de pedra blanca toscament treballada. Els ràfecs de coberta són ceràmics, així com la xemeneia i la filada de finestres de les golfes. La coberta del cos més important, on hi ha el portal d'accés, és de quatre vessants i amb fort pendent, acabada per ceràmica vidrada fent "trencadís". L'edifici, que s'orienta a migdia, té un celler adossat pel cantó de llevant. De l'interior són especialment remarcables els arcs de tipus funicular del vestíbul, la vidriera modernista, l'escala i el sota-coberta d'encavallades de fusta. | Bo    | Casa Comte Güell |

### Piera
| Any  | Nom                                   | Ubicació      | Descripció | Estat    | Foto |
| ---- | ------------------------------------- | ------------- | --- | -------- | ---- |
| 1909 | Capella de la Mare de Déu de la Mercè | Ca n'Aguilera | La capella llueix una façana de maó vist i maçoneria, amb una rosassa. Portalada d'arc parabòlic, i un campanar d'espadanya de només un coronament de ceràmica vidriada. Va ser construïda el 1712 i modificada per encàrrec de la baronessa d'Almenava, Mercè d'Ayguavives i de León, viuda de Joan de Viala i Masalles. | Correcte |      |

### Rubió
| Any  | Nom            | Ubicació             | Descripció                                   | Estat               | Foto            |
| ---- | -------------- | -------------------- | -------------------------------------------- | ------------------- | --------------- |
| 1908 | Casa Berenguer | Camí de Can Serarols | Casa unifamiliar feta per a la seva família. | Correcte (inacabat) | Casa Berenguer. |

### Santa Coloma de Cervelló
| Any         | Nom                                                | Ubicació                          | Descripció | Estat           | Foto                     |
| ----------- | -------------------------------------------------- | --------------------------------- | --- | --------------- | ------------------------ |
| 1900        | Cooperativa de consum (actual Centre de visitants) | Colònia Güell, C/ Claudi Güell, 6 | Aquest edifici va estar fet en col·laboració amb Joan Rubió i Bellver, consta de planta baixa i pis, i està format per dos cossos que conformen un petit pati obert. Destaca per la seva alçada i per les formes decoratives a base de maó vist. A la façana, destaca el treball amb maçó de les barbacanes que sostenen els balcons i les cartel·les del ràfec disposades en tres fileres que alternen espais de ple i buit.    | Molt bé.        | Cooperativa              |
| 1911 i 1916 | Escola i casa del Mestre                           | Colònia Güell, Carrer Barrau      | Es tracta de dos edificis units per un pas al primer pis, fets amb l'estil de la resta de la colònia: maó i pedra, en el que va comptar amb la col·laboració del seu fill, Francesc Berenguer i Bellvehí. Aquestes van ser les primeres escoles catalanes de Catalunya, ja que un dels llibres de lectura era el "Regles Morals per la bona criança", escrit per Pin i Soler expressament per a les escoles de la Colònia Güell. | En restauració. | Escola i casa del mestre |

### Santa Coloma de Gramenet
| Any  | Nom                            | Ubicació              | Descripció | Estat    | Foto                           |
| ---- | ------------------------------ | --------------------- | --- | -------- | ------------------------------ |
| 1912 | Església major de Santa Coloma | Pça. de l'Església, 3 | Aquest projecte va ser firmat per Miquel Pascual i Tintorer. Tanmateix, fou projectat i dirigit per Berenguer fins a la seva mort, i en quedar incompleta, continuà les obres en Miquel Pascual. Església d'estil neogòtic amb una dosi de caràcter del modernisme català com l'ornamentació que envolta l'extrem superior de la torre-campanar de planta ortogonal, que se situa al bell mig de l'església. A l'interior està format per una sola nau amb absis poligonal i capelles laterals. Al costat, trobem la rectoria -també obra de Berenguer- d'un gòtic auster, amb lleus trets modernistes. Es caracteritza pel joc de finestres estretes com espitlleres. | Correcte | Església major de Santa Coloma |

### Sitges
| Any       | Nom          | Ubicació                | Descripció                                                                          | Estat | Foto         |
| --------- | ------------ | ----------------------- | ----------------------------------------------------------------------------------- | ----- | ------------ |
| 1888-1890 | Celler Güell | C-246 km 24,5           | Projecte signat per Antoni Gaudí. Celler que actualment forma part d'un restaurant. | Bo    | Celler Güell |
| 1894      | La Pleta     | Parc Natural del Garraf | Construcció destinada a corrals pel bestiar                                         | Bo    | La Pleta     |

## Col·laboracions

### Barcelona
| Any       | Nom                                    | Ubicació            | Descripció | Estat                    | Foto            |
| --------- | -------------------------------------- | ------------------- | --- | ------------------------ | --------------- |
| 1884-1926 | Temple Expiatori de la Sagrada Família | Pça.Sagrada Família | L'església de la Sagrada Família és l'obra més coneguda d'Antoni Gaudí, un clar exemple del modernisme català i està catalogada com a Patrimoni de la Humanitat. | Correcte. En construcció | Sagrada Família |

### Llinars del Vallès
| Any  | Nom                                 | Ubicació | Descripció | Estat      | Foto                                                |
| ---- | ----------------------------------- | -------- | --- | ---------- | --------------------------------------------------- |
| 1906 | La Miranda Torre Damià Mateu i Bisa |          | Berenguer va dirigir les obres d'aquest edifici d'autoria debatuda entre ell i Gaudí. En tot cas, l'únic disseny que es conserva al col·legi d'arquitectes és de Berenguer. Va sofrir danys a la Guerra Civil i resta malmesa fins que va ser enderrocada el 1962. Des de 1996 l'Associació Pro-Miranda projecta la seva reconstrucció. La reixa de la tanca, obra de Berenguer feta amb similar disseny a la del celler Güell, va ser recuperada i ara es troba al Parc Güell (porta de Sant Josep de la Muntanya). | Inexistent | La Miranda · Reixa de la Miranda, ara al Parc Güell |

### Santa Coloma de Cervelló
| Any  | Nom           | Ubicació                             | Descripció                                            | Estat | Foto          |
| ---- | ------------- | ------------------------------------ | ----------------------------------------------------- | ----- | ------------- |
| 1908 | Colònia Güell | Colònia Güell, Carrer de Reixach s/n | Van ser supervisades per ell les obres de construcció |       | Colònia Güell |